# Harold Huber
Harold Huber (* 5. Dezember 1901, 1904 oder 1909 in der Bronx, New York als Harold Joseph Huberman; † 29. September 1959 in New York City, New York) war ein US-amerikanischer Schauspieler.

## Leben und Karriere
Harold Huber, dessen Geburtsjahr umstritten ist, besuchte die Columbia University und wollte nach seinem Abschluss ursprünglich Anwalt werden. Allerdings wandte er sich bald nach seinem Abschluss der Schauspielerei zu und machte 1930 sein Broadway-Debüt in einer Theaterproduktion von Ernest Hemingways Roman In einem andern Land. Wenig später wagte Huber den Sprung nach Hollywood, wo er in den 1930er-Jahren in unzähligen Nebenrollen als zwielichtiger Gangster, Kleinkrimineller oder Handlanger auftrat. In diesem Rollentypus spielte er beispielsweise 1934 neben William Powell und Myrna Loy in der Kriminalkomödie Der dünne Mann. Hubers markantes Äußeres zeichnete sich durch Narben im Gesicht aus, die er sich in seiner Jugend bei einem Amateur-Boxkampf zugezogen hatte. Der bekannte Journalist Ernie Pyle beschrieb ihn in einem Zeitungsartikel von 1938 als „a sort of assistant gangster … mighty tough-looking in an Al Capone way.“
Bei seinen Auftritten in der Charlie-Chan-Kriminalreihe stand Huber allerdings auf der anderen Seite des Gesetzes: Hier spielte er in insgesamt vier Filmen mehr oder weniger vertrottelte Kommissare aus anderen Ländern, die in Kontakt mit dem Meisterdetektiv kommen. Die Darstellung von internationalen oder exotischen Figuren mit verschiedenen Akzenten war eine Spezialität von Huber. Besonders im Umfeld des Zweiten Weltkriegs kam diese zum Einsatz, als Huber in mehreren Propagandafilmen schurkenhafte Japaner spielte – darunter in Lady from Chungking (1932) als Widersacher von Anna May Wong. Nach 1943 zog sich Huber weitgehend aus dem Filmgeschäft zurück und übernahm bis zu seinem Tod nur noch wenige Kinorollen. Er arbeitete jedoch weiterhin als Theaterschauspieler und übernahm zudem Rollen in Radiohörspielen über Fu Manchu und Hercule Poirot. Seit Ende der 1940er Jahre war er auch als Darsteller im US-Fernsehen tätig.
Harold Huber starb im September 1959 während einer Operation und hinterließ seine Ehefrau Ethel und die gemeinsame Tochter Margaret. Er wurde auf dem jüdischen Friedhof Mount Hebron Cemetery in New York beigesetzt.

## Filmografie (Auswahl)
- 1930: Das Strafgesetzbuch (The Criminal Code)
- 1932: 20.000 Jahre in Sing Sing (20,000 Years in Sing Sing)
- 1932: Frisco Jenny
- 1933: Ladies They Talk About
- 1933: Der Weg ins Ungewisse (Central Airport)
- 1933: The Mayor of Hell
- 1933: Midnight Mary
- 1933: Mary Stevens, M. D. (Mary Stevens)
- 1934: Tag, Nellie! (Hi)
- 1934: Das Taucherduell (No More Women)
- 1934: Der dünne Mann (The Thin Man)
- 1934: Gauner auf Urlaub (Hide-Out)
- 1934: Heirate nie beim ersten Mal (Forsaking All Others)
- 1935: Das Rätsel von Zimmer 309 (One New York Night)
- 1935: Tolle Marietta (Naughty Marietta)
- 1935: Der FBI-Agent (G Men)
- 1935: Die öffentliche Meinung (Reckless)
- 1935: Mad Love
- 1935: 20.000 Dollar Belohnung (Pursuit)
- 1935: Wo die Liebe hinfällt (I Live My Life)
- 1936: San Francisco
- 1937: Die gute Erde (The Good Earth)
- 1937: Mitternachts-Taxe (Midnight Taxi)
- 1937: Charlie Chan am Broadway (Charlie Chan on Broadway)
- 1937: Charlie Chan in Monte Carlo (Charlie Chan at Monte Carlo)
- 1938: Vier Leichen auf Abwegen (A Slight Case of Murder)
- 1938: Mr. Moto und der Wettbetrug (Mr. Moto’s Gamble)
- 1938: Die Abenteuer des Marco Polo (The Adventures of Marco Polo)
- 1938: Mr. Moto und der Kronleuchter (Mysterious Mr. Moto)
- 1938: Going Places
- 1939: You Can’t Get Away with Murder
- 1939: Drei Fremdenlegionäre (Beau Geste)
- 1939: Charlie Chan in City in Darkness
- 1940: Rote Teufel um Kit Carson (Kit Carson)
- 1940: Dance, Girl, Dance
- 1941: Charlie Chan in Rio
- 1942: Lady from Chungking
- 1950: Irma, das unmögliche Mädchen (My Friend Irma Goes West)
- 1950: Tanzen ist unser Leben – Let’s Dance (Let’s Dance)
- 1950–1951: I Cover Times Square (Fernsehserie, 7 Folgen)
- 1957: Schicksalsmelodie (The Joker Is Wild)
- 1959: Dr. Bill Baxter, Arzt in Arizona (Frontier Doctor, Fernsehserie, Folge 1x16)